# Птичий глаз (сорт перца)
«Птичий глаз», или «глаз птицы» (англ. Bird’s eye chili, Bird eye chili, Bird’s chili), или Тайский перец (Thai pepper) — сорт перца чили вида Перец стручковый (Capsicum annuum) из рода Капсикум, обычно встречающийся в Эфиопии и Юго-Восточной Азии. Его часто путают с похожим сортом перца чили — Siling labuyo, который получают из вида Capsicum frutescens. Плоды Capsicum frutescens, как правило, меньше и характерно устремлены к небу. «Птичий глаз» также растёт в Индии, особенно в штатах Мизораме, Мегхалае, Ассам и Керале. Он используется в традиционных блюдах кухни Кералы. Этот сорт также встречается в сельских районах Шри-Ланки (известный там под названием синг. කොච්චි, kōcci), где используется в качестве заменителя зелёных чили. Это также основной ингредиент в kochchi sambal — салате, изготовленном с использованием свежесваренного кокосового ореха вместе с «птичьим глазом» и приправленном солью и соком лайма. Широко используется в тайской, малайзийской, сингапурской, лаосской, кхмерской, индонезийской и вьетнамской кухнях.
Другие разновидности этого перца — Chile de árbol и Piri-piri.

## Описание

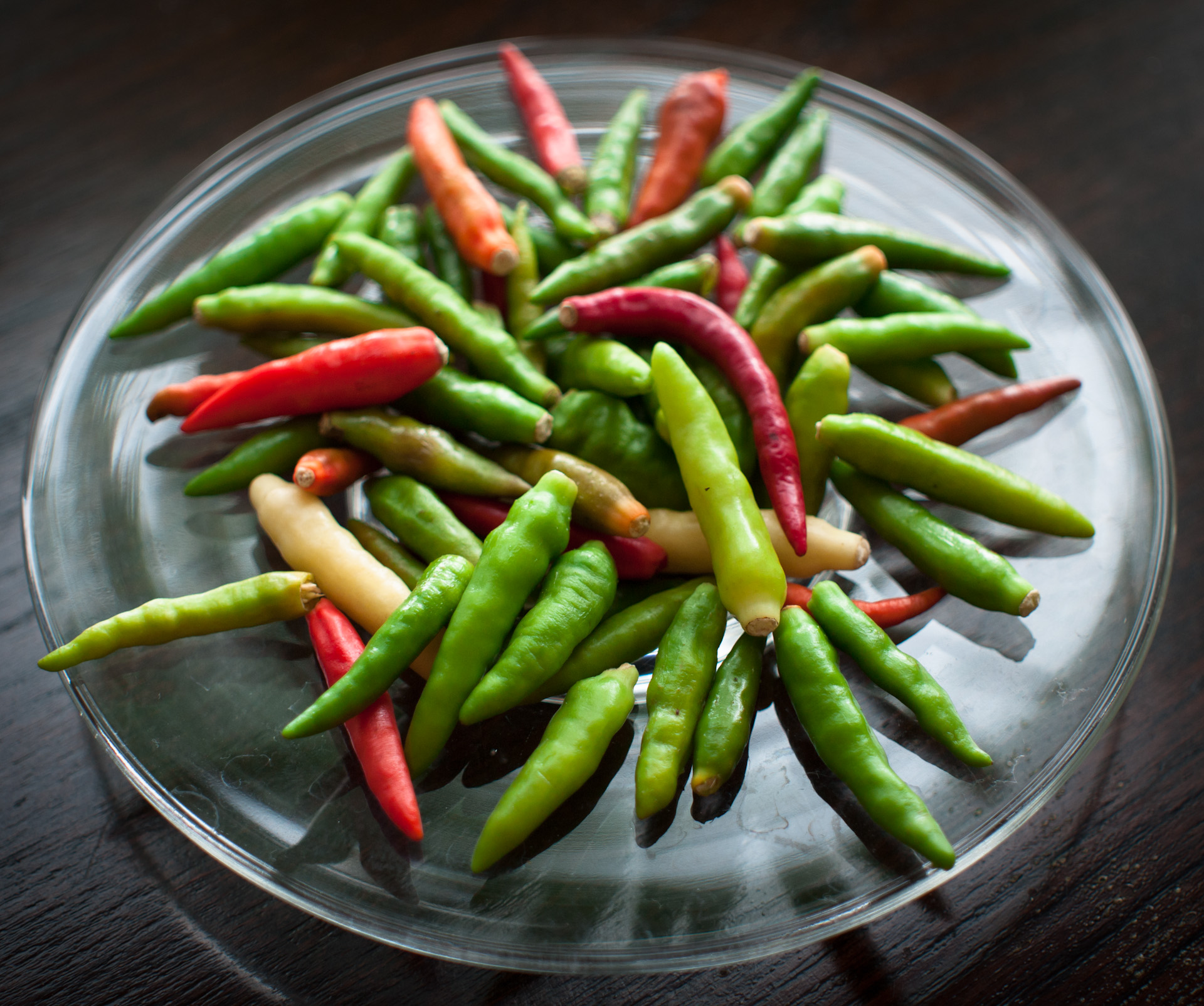
Плоды перца в различных цветах

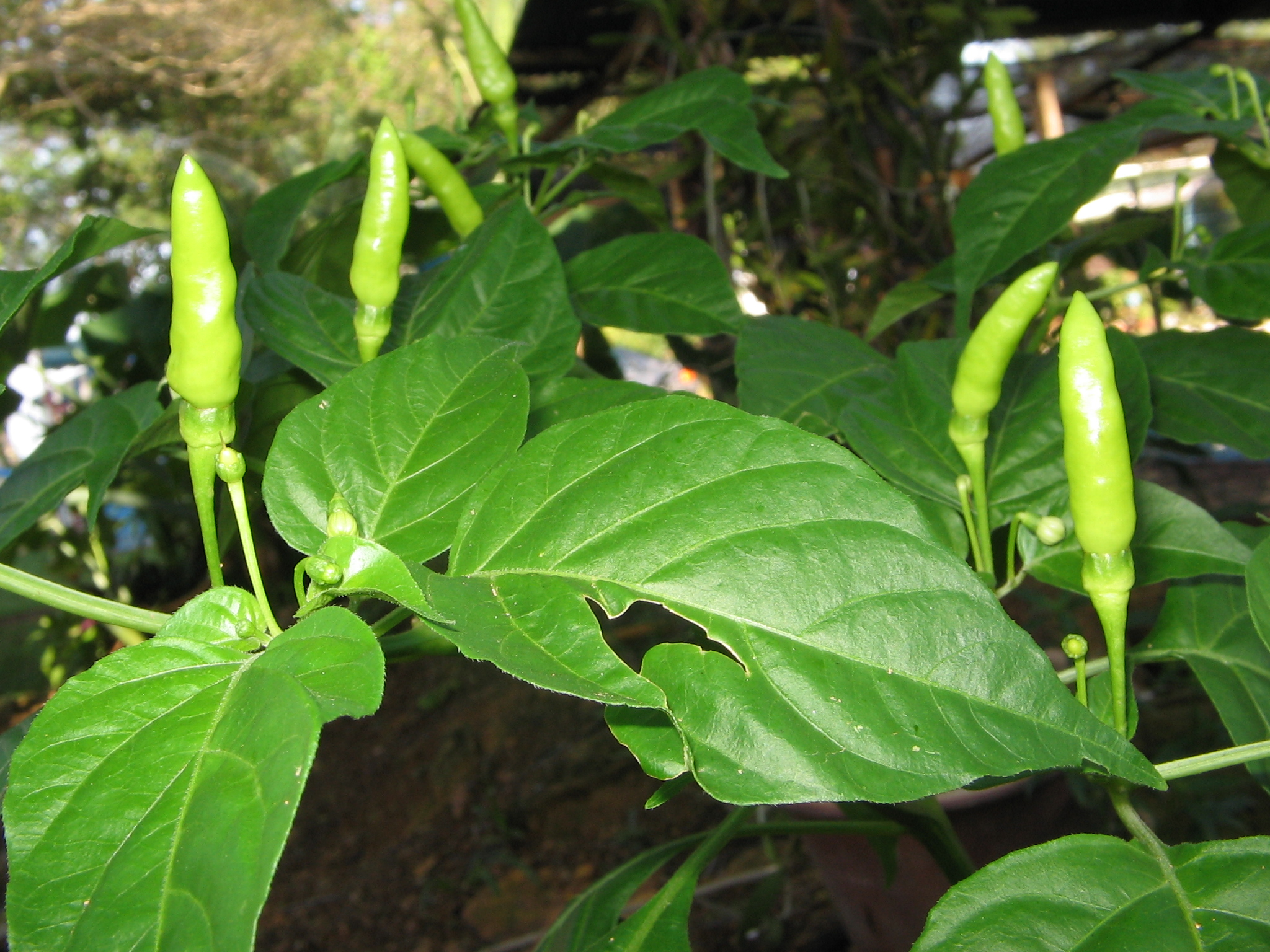
Растение

Многолетнее растение с небольшими конусообразными плодами (часто с двумя или тремя на узле). Плоды обладают весьма жгучим вкусом и имеют рейтинг жгучести по шкале Сковилла около 50 000—100 000. Таким образом, «птичий глаз» менее жгучий (находится в нижней половине диапазона), чем хабанеро, но всё же во много раз острее, чем халапеньо.
| Характеристики растения «Птичий глаз» | Характеристики растения «Птичий глаз» |
| ------------------------------------- | ------------------------------------- |
| Высота растения                       | вырастает до 2 метров                 |
| Цвет стебля                           | зелёный                               |
| Цвет листьев                          | зелёный                               |
| Размер листьев                        | 3-8 см, обычно 2-4 см                 |
| Цвет плодов при созревании            | зелёные, оранжевые или красные        |
| Форма плода                           | коническая                            |
| Длина плода                           | 2-3 см                                |
| Толщина плода                         | 0,5 см                                |
| Вес плода                             | 2-3 г                                 |
| Поверхность плода                     | гладкая                               |
| Цвет семян                            | светло-коричневые                     |
| Семян в плоду                         | 10-20                                 |

## Происхождение
Тайский перец ведёт своё происхождение из Мексики, Центральной и Южной Америки. Они были распространены испанскими и португальскими колонистами, миссионерами и торговцами вместе со многими другими распространёнными сейчас культурами, такими как кукуруза, помидоры и ананасы. В настоящее время это называется Колумбов обмен. Сорта чили, растущие сегодня в Юго-Восточной Азии, были завезены туда в XVI—XVII веках. Африканский «птичий глаз», особенно те сорта, которые выращиваются в Кении, является одним из самых острых перцев чили в мире. Жгучесть африканского варианта можно сравнить с хабанеро или «Scotch bonnet» по шкале Сковилла.

## Использование

### Кулинария

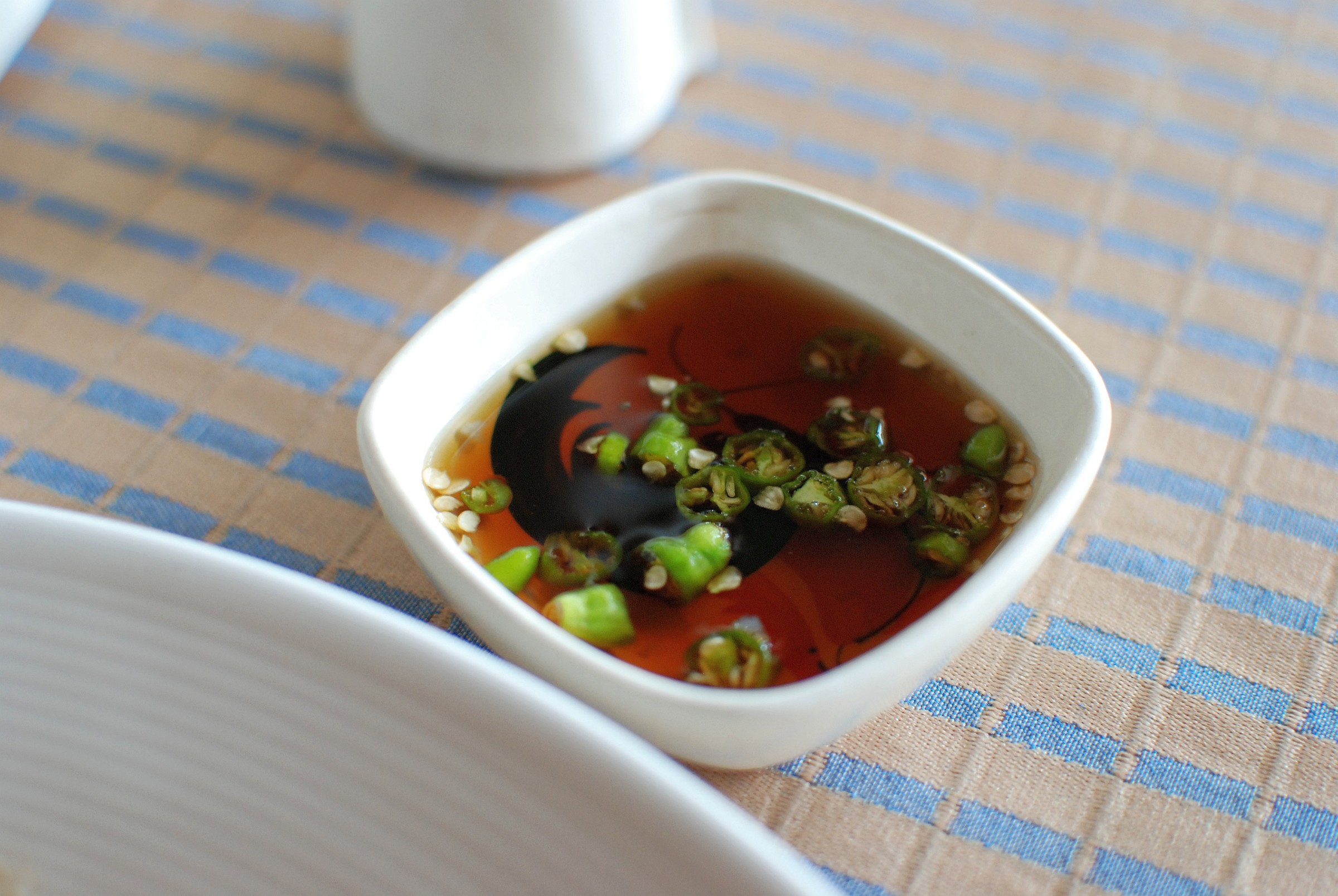
«Птичий глаз» с рыбным соусом и соком лайма подаётся со множеством тайских блюд

Во вьетнамской кухне эти перцы используются в супах, салатах и жареных блюдах. Они также представлены в большом количестве соусов, самбалов и маринадов; используются в качестве приправы или употребляется в пищу в сыром, свежем и сушёном виде.
В тайской кухне высоко ценятся за сочный вкус и исключительную пряность. Они широко используются во многих тайских блюдах, таких как тайское карри и тайские салаты, для этого используются как зелёные, так и спелые красные перцы; или просто едятся сырыми в качестве закуски, например к тушёной свиной ножке, которая подаётся с рисом (тайск. ขาวขาหม, khao kha mu).

### Декоративное растение
Более декоративный и немного менее острый перец чили, известный под названием «тайский орнаментальный перец», имеет плоды, которые на растении направлены вверх и имеют диапазон от зелёного до жёлтого, оранжевого и затем красного цвета. Это основа гибридного сорта «NuMex Twilight», по сути, такой же как «птичий глаз», но менее острый, и начальные плоды имеют фиолетовый цвет, создавая эффект радуги. Эти перцы могут расти в таких местах, как Сайпан и Гуам.

### Медицина
Из-за медленного высвобождения капсаицина через небольшие вентилируемые поры в кожице перца он регулярно использовался по всей Индии из-за своих антибактериальных качеств. При лёгком натирании повреждённого участка спелым перцем он может помочь очистить раны и бороться с риском заражения.